# Orquestra Municipal de Sopros de Caxias do Sul
A Orquestra Municipal de Sopros é um dos mais importantes grupos musicais de Caxias do Sul, Brasil. Foi formada em 1997 e desde então tem desenvolvido significativa atividade na cidade, atingindo anualmente um público de cerca de 35 mil pessoas.
Já atuou com personalidades da música brasileira, como Leila Pinheiro, Guilherme Arantes e Ivan Lins, e ocasionalmente traz convidados de fora do Brasil, como os maestros Laszlo Marosi, (Hungria) e Mark Whitlok, (EUA), e tem um repertório popular e erudito. 
Desenvolve de forma permanente três séries distintas de concertos: Didáticos, voltados para estudantes, Itinerantes, em bairros e distritos de Caxias do Sul, e os Oficiais. 
Sua formação inclui as madeiras, os metais e uma seção de percussão, totalizando 50 músicos, e conforme a ocasião a orquestra se apresenta em formações especiais: Quinteto de metais, Quarteto de saxofones, Quinteto de sopros e Big Band.